# معتمدية سيدي الهاني
معتمدية سيدي الهاني إحدى معتمديات الجمهورية التونسية، تابعة لولاية سوسة.